# Ludwik Hartwig

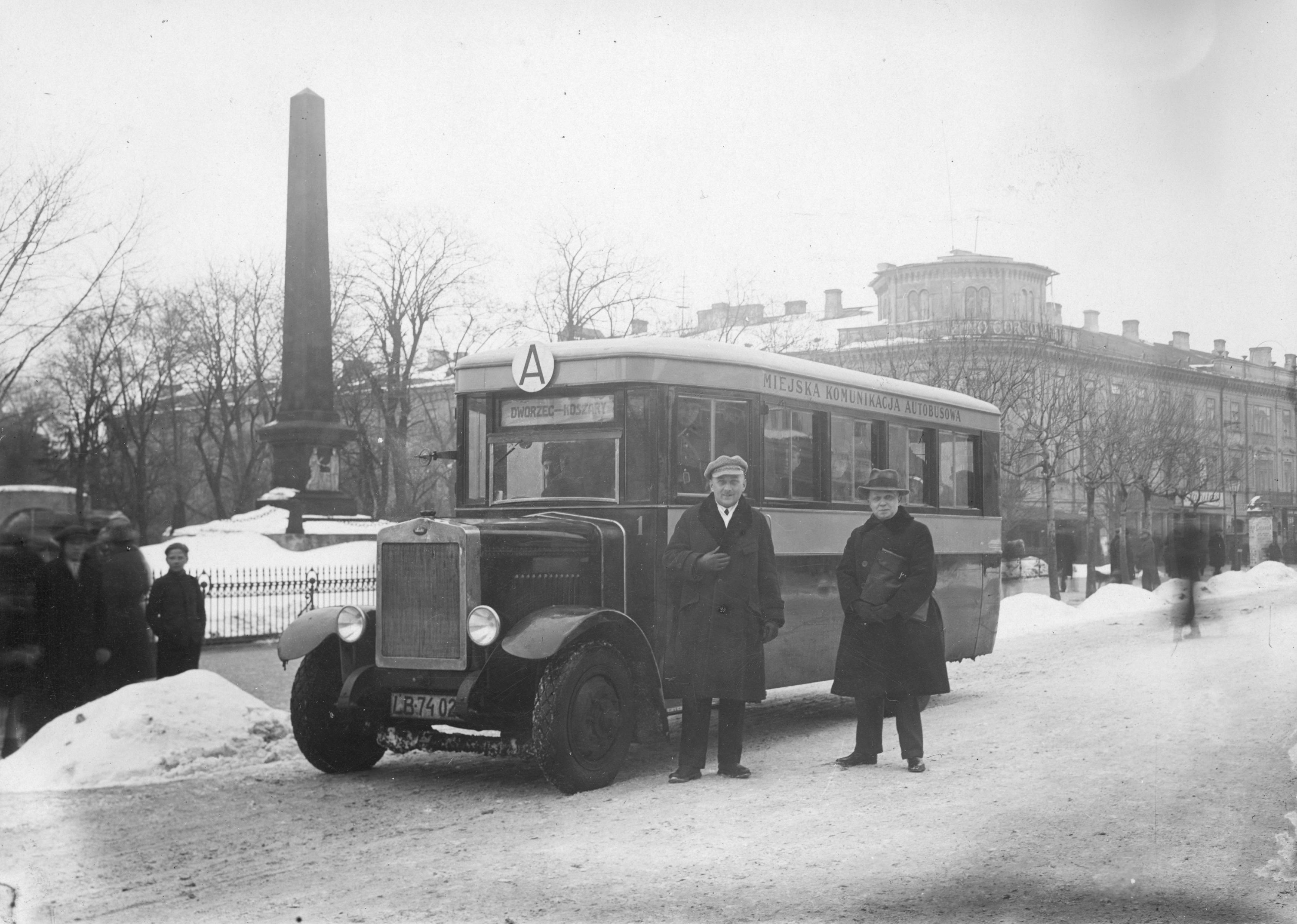
Autobus linii „A” – nadwozie wykonane w Zakładach Mechanicznych E. Plage i T. Laśkiewicz w Lublinie; Foto: Ludwik Hartwig

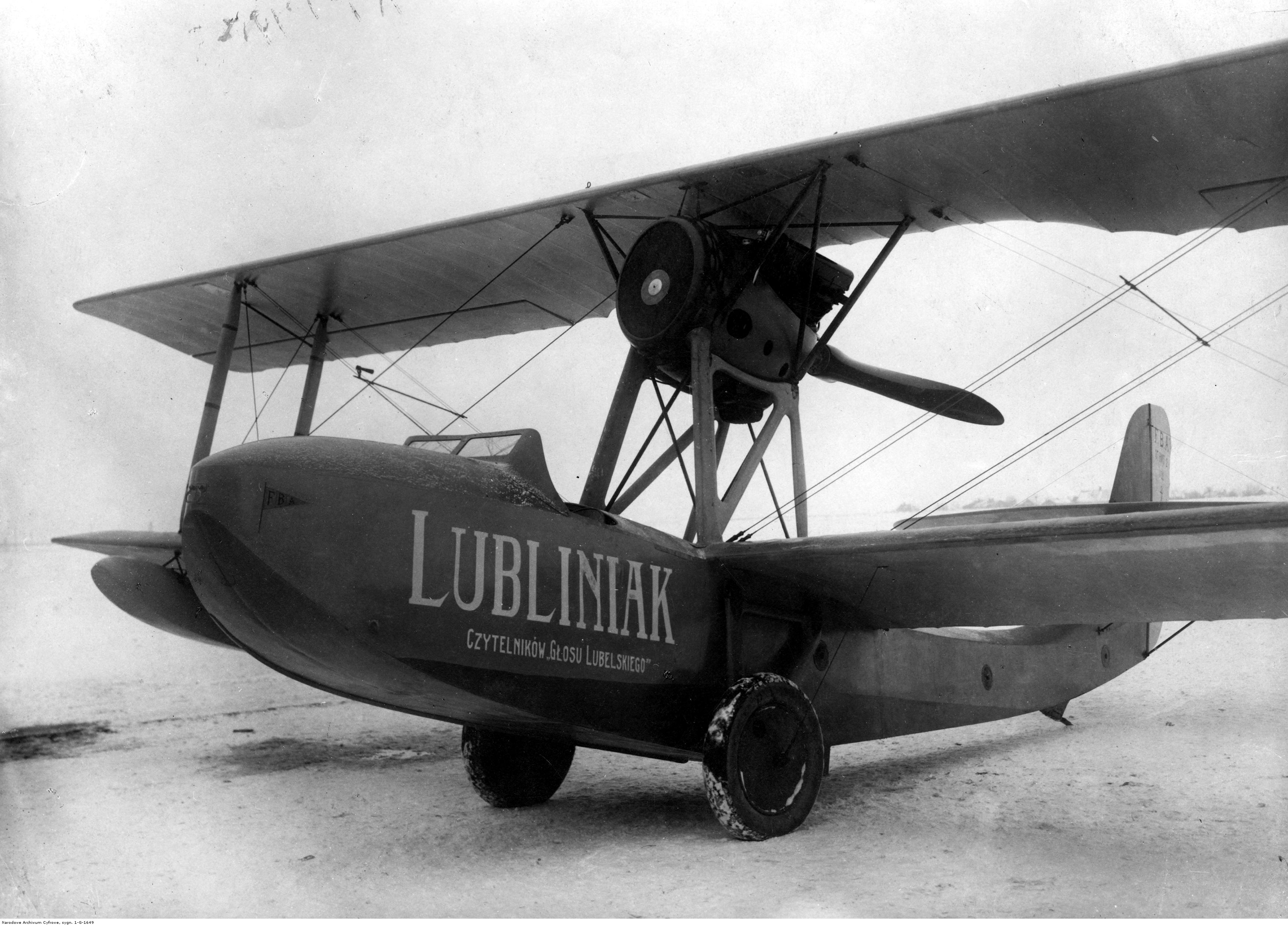
Schreck FBA-17HMT2 Lubliniak; Foto: Ludwik Hartwig

Ludwik Hartwig (ur. 3 sierpnia 1883 w Kijowie, zm. 10 października 1975 w Lublinie) – polski artysta fotograf. Członek Związku Polskich Artystów Fotografików. Zasłużony mieszkaniec Lublina.

## Życiorys
Ludwik Hartwig (syn rzemieślnika Andrzeja Hartwiga, pochodzącego ze Lwowa) wczesne dzieciństwo spędził w Kijowie. W 1896 roku – po ukończeniu szkoły powszechnej przy kościele św. Katarzyny w Odessie (1985) – został czeladnikiem w zakładzie fotograficznym Jakuba Tyraspolskiego w Odessie. W latach 1899–1901 pracował w filii zakładu fotograficznego Jakuba Tyraspolskiego w Łodzi oraz od 1901 roku w kolejnej filii w Warszawie. Po wyjeździe do Moskwy, w latach 1903–1906 pracował w zakładzie fotograficznym Apelta. Od 1906 roku do 1917 prowadził własny zakład fotograficzny w Moskwie.  
W 1917 roku po wybuchu rewolucji październikowej w Rosji wyjechał z rodziną (żoną i dziećmi – Walentym, Edwardem, Heleną, Zofią) na tereny dzisiejszej Polski, do Lublina. W Lublinie od 1919 roku prowadził własny zakład fotograficzny, specjalizujący się w fotografii portretowej. Ludwik Hartwig oprócz fotografii portretowej wykonywał wiele innych zleceń fotograficznych, współpracując m.in. z lubelskimi czasopismami, w latach 1926–1927 współpracował z Teatrem Miejskim w Lublinie. W 1928 roku był współzałożycielem lubelskiego cechu fotografów, w którym pełnił funkcję przewodniczącego Wojewódzkiej Komisji Egzaminacyjnej dla fotografów w Lublinie. Po wybuchu II wojny światowej, po największym w czasie wojny bombardowaniu Lublina – 9 września 1939 roku – dla potrzeb magistratu sporządził dokumentację fotograficzną zniszczeń tego miasta. Wówczas został zniszczony również jego zakład fotograficzny (m.in. sprzęt oraz archiwum fotograficzne Ludwika Hartwiga i jego syna Edwarda). 
W 1942 roku Ludwik Hartwig był współzałożycielem Wspólnoty Fotografów w Lublinie. Po zakończeniu II wojny światowej prowadził kolejny zakład fotograficzny (należący do jego drugiej żony), który następnie został przejęty przez spółdzielnię Zorza w 1950 roku. W 1947 roku został członkiem Rady Naukowej Naukowego Instytutu Rzemieślniczego w Lublinie. W 1953 roku został przyjęty w poczet członków Związku Polskich Artystów Fotografików (legitymacja nr 171).
Ludwik Hartwig zmarł 10 października 1975 roku w Lublinie. Jego fotografie znajdują się m.in. w zbiorach Muzeum Narodowego w Warszawie oraz Archiwum Państwowego w Lublinie. 

## Odznaczenia
- Brązowy Krzyż Zasługi (1937)[4].

## Publikacje (albumy)
- Lublin po bombardowaniu 9 września 1939 roku; oprac. Piotr Dymmel, Tomasz Rodziewicz (Archiwum Państwowe w Lublinie 2013)[8][9][2];

## Rodzina
Ludwik Hartwig był mężem Marii z domu Biriukow oraz ojcem fotografa Edwarda Hartwiga (1909–2003), lekarza Walentego Hartwiga (1910–1991) i poetki Julii Hartwig (1921–2017).